# État souverain de l'ordre bektachi
État souverain 
 de l'ordre Bektashi
(sq) Shteti Sovran i Urdhrit Bektashi 
L'État souverain de l'ordre Bektashi (en albanais : Shteti Sovran i Urdhrit Bektashi) est une proposition de micro-État européen entièrement enclavé dans la ville de Tirana, capitale de l'Albanie. Il est conçu sur le modèle du Vatican pour être le support territorial du Bektachi, un ordre religieux ésotérique (batin) du soufisme. S'il se concrétise, avec sa superficie de 0,11 km2, il deviendrait le plus petit pays du monde, le Vatican mesurant 0,44 km2,.

## Géographie
Le complexe de Tirana constitue un territoire bektachi situé dans les quartiers est de la capitale. À l'origine, ce domaine couvrait 0,36 km2, mais il a été réduit des deux tiers sous le régime du dictateur communiste albanais Enver Hoxha, lorsque des entrepôts y furent construits. Après la chute du communisme en 1991, le territoire de l'Ordre subit de nouvelles pertes, lorsque des promoteurs immobiliers privés érigèrent des constructions sans autorisation en empiétant davantage sur le domaine.

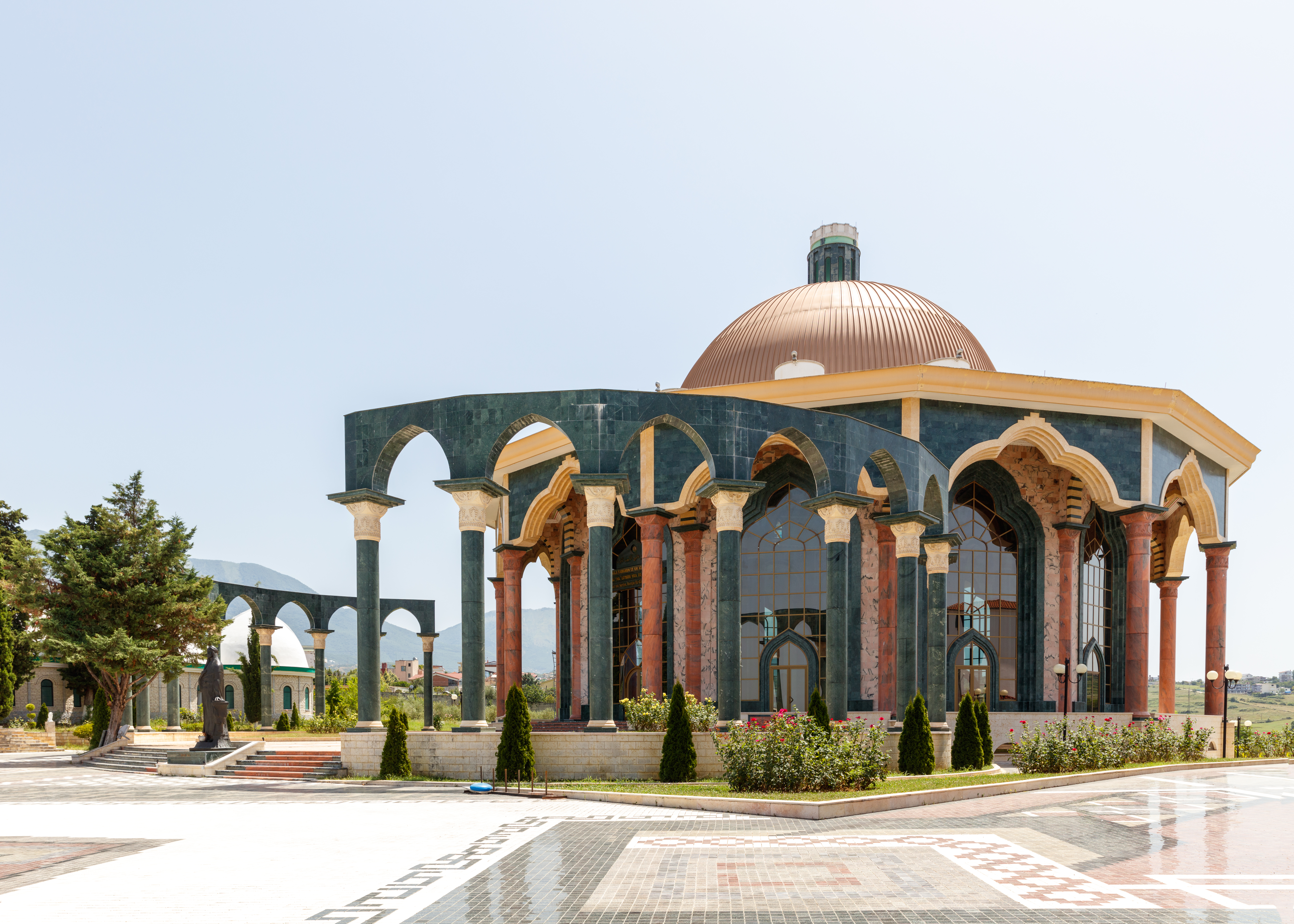
Le centre mondial du Bektashi, lieu qui servira de capitale pour le micro-État.

Aujourd'hui, le complexe abrite le siège mondial de l'Ordre des Bektachis (en), ainsi que plusieurs structures religieuses et culturelles, telles que des mausolées, une bibliothèque, des archives et un musée consacré à l'histoire et aux traditions de l'Ordre. Le site est également un lieu de prière et un centre de pèlerinage pour les fidèles bektachis du monde entier.

## Histoire
L'Ordre voit le jour au XIIIe siècle en Anatolie, sous l'Empire ottoman. Au XXe siècle, celui-ci est banni par Mustafa Kemal Atatürk, fondateur et premier président de la république de Turquie, et se déplace à Tirana, la capitale de l'Albanie.
En septembre 2024, le Premier ministre Edi Rama annonce le projet de créer l'État souverain de l'Ordre Bektashi. Ce geste vise à montrer la tolérance religieuse du pays et à promouvoir une vision plus positive de l'islam à l'échelle internationale. À la suite de cette annonce, une équipe d'experts juridiques commence à rédiger la législation qui définirait le statut souverain du nouvel État ; celle-ci devra obtenir l'approbation du Parlement afin de permettre l'établissement officiel de cet État.

## Galerie

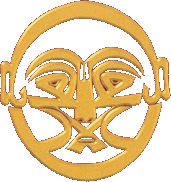
Calligraphie alevie-bektachi : l'amour du genre Humain est l'essence de l'alévisme-bektachisme qui croit en la manifestation du Créateur en l'Homme et donc en l'immortalité de l'Humanité.